# Incaeromene subuncusella
Incaeromene subuncusella är en fjärilsart som beskrevs av Gaskin 1987. Incaeromene subuncusella ingår i släktet Incaeromene och familjen Crambidae. Inga underarter finns listade i Catalogue of Life.